# Khasyoli
Khasyoli – gaun wikas samiti w zachodniej części Nepalu w strefie Lumbini w dystrykcie Palpa. Według nepalskiego spisu powszechnego z 2001 roku liczył on 555 gospodarstw domowych i 2469 mieszkańców (1351 kobiet i 1118 mężczyzn).